# Dorsale indiana sudoccidentale
La dorsale indiana sudoccidentale è una dorsale oceanica, un margine divergente di placche tettoniche, situata sul fondo dell'Oceano Indiano sudoccidentale e dell'Oceano Atlantico sudorientale.
La dorsale, in particolare, separa la placca africana, a nord, dalla placca antartica, a sud ed è caratterizzata da un tasso di allargamento piuttosto basso (superato solo da quello della dorsale di Gakkel, nel mar Glaciale Artico) combinato con un veloce allungamento del suo asse tra le due triple giunzoni che la delimitano, ossia la tripla giunzione di Rodrigues, nell'Oceano Indiano, dove incontra la dorsale medio-indiana e la dorsale indiana sudorientale e la tripla giunzione di Bouvet, nell'Oceano Atlantico, dove incontra la dorsale medio-atlantica e la dorsale antartico-sudamericana.

## Geologia

### Velocità di accrescimento
La velocità di accrescimento lungo la dorsale indiana sudoccidentale è piuttosto variabile a seconda dei punti presi in esame, in particolare, in corrispondenza dell'anomalia magnetica C6C (risalente a circa 24 milioni di anni fa), tale velocità passa da 30 mm/anno a 15 mm/anno. Tale transizione avviene fra il meridiano 54E e il meridiano 67E, ossia nella parte più profonda e, probabilmente, più fredda dell'intero sistema di dorsali oceaniche del pianeta.
Molti grandi segmenti della dorsale si estendono obliquamente rispetto alla direzione di accrescimento, tipicamente con un angolo di 60°, e poiché tale obliquità aumenta la lunghezza della dorsale diminuinendo nello stesso tempo le quantità di materiale che risale dal mantello, la dorsale ha una crescita che varia da lenta a ultralenta. Le sezioni a crescita lenta sono formate da segmenti intervallati da faglie trasformi mentre le sezioni a crescita ultralenta sono prive di tali faglie e i segmenti che le formano sono intervallati da semplici depressioni.

### Margini di placca estesi

Uno schema delle posizioni della placca di Lwandle e delle placche vicine.

La differenza tra le velocità di accrescimento delle varie sezioni è testimonianza del fatto che la dorsale non divide due placche rigide ma che la placca a nord, una tempo considerata essere una singola placca, la placca africana, è in realtà divisa in tre parti diverse, da est a ovest: la placca nubiana, la placca di Lwandle e la placca somala.
Esiste quindi un margine di placca esteso e con velocità di accrescimento bassissima tra la placca nubiana e la placca somala che arriva a comprendere anche la placca di Lwandle, la definizione dei cui margini è comunque ancora oggetto di studi. Nella regione in cui questo margine di placca si congiunge con la dorsale indiana sudoccidentale si ha la formazione di una tripla giunzione estesa (o "diffusa") tra le placche nubiana, somala (o forse quella di Lwandle) e antartica. Questa tripla giunzione, che si stima sia situata ad una longitudine compresa tra i 26°E e i 32°E o ad ovest della faglia trasforme di Andre Bain, rappresenta anche l'estremità meridionale del sistema di rift dell'Africa orientale.

### Rocce giurassichein situ
Alcune rocce prelevate 60 km a sud della dorsale nel 2010 sono state datate, grazie all'analisi degli zirconi presenti nei campioni di diorite e gabbro, a circa 180 milioni di anni fa. Una simile età le farebbe risalire alla rottura della Gondwana, all'apertura dell'Oceano Indiano e alla formazione della grande provincia ignea di Karoo-Ferrar (179-183 milioni di anni fa), in netto contrasto con la datazione del fondale oceanico circostante la dorsale, che, a quelle distanze, risale invece al Neogene.
Per spiegare la presenza di tali rocce, è stata avanzata l'ipotesi che esse potessero essere state trasportate nel luogo di ritrovamento da fattori esterni quali tsunami o iceberg che, una volta sciolti, avrebbero fatto sì che le loro inclusioni si sedimentassero sul fondale, tale ipotesi è stata però scartata dato il fatto che la dorsale è piuttosto distante dai margini continentali e che rocce simili sono state trovate anche nei pressi della dorsale medio atlantica. Se le rocce fossero provenute dallo scioglimento di iceberg, inoltre, avrebbero mostrato segni di arrotondamento. Un'altra ipotesi che vedeva quelle rocce come provenienti direttamente dal mantello terrestre è stata scartata poiché in quel caso esse avrebbero perso la maggior parte dei loro isotopi di piombo.
Una possibile spiegazione potrebbe essere data tenendo conto della circolazione idrotermale nelle dorsali oceaniche la quale può trasportare rocce intrusive all'interno del mantello superficiale. Durante la frattura della Gondwana, il vulcanismo correlato alla formazione della grande provincia ignea di Karoo portò alla formazione di rocce intrusive all'interno della crosta pan-Africana ed è possibile che proprio queste rocce siano poi state trasportate anche fino alla dorsale indiana sudoccidentale. Ciò sarebbe stato possibile anche grazie al fatto che il mantello sottostante la dorsale, vista la bassissima velocità di crescita di quest'ultima, dovrebbe essere particolarmente freddo e questo potrebbe aver preservato le suddette rocce dalla fusione.

## Sezioni

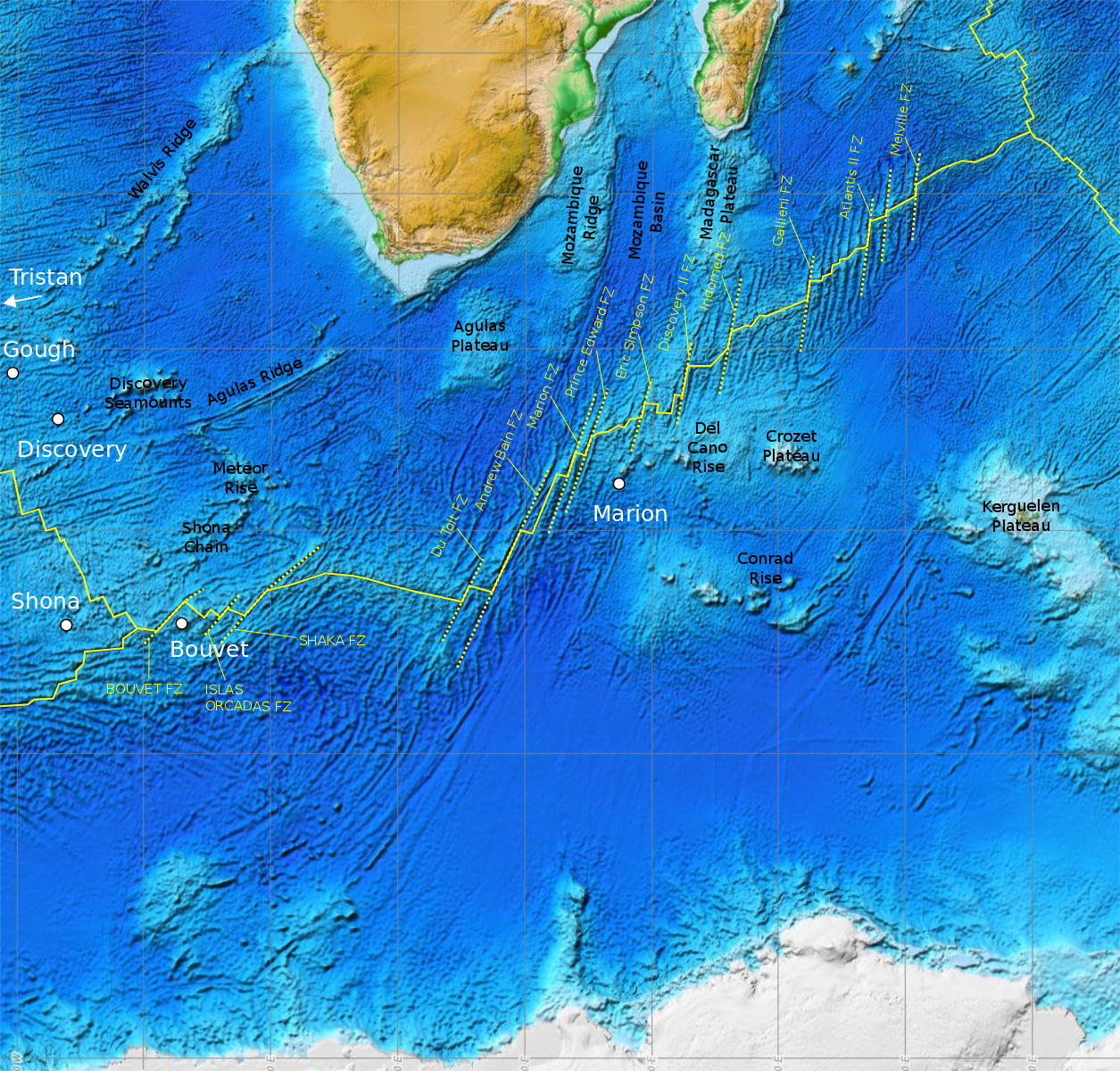
Topografia della dorsale indiana sudoccidentale. I punti bianchi sono punti caldi, le linee tratteggate sono zone di frattura.

### Tripla giunzione di Bouvet – Faglia di Andrew Bain
L'estremità occidentale della dorsale indiana sudoccidentale, conosciuta anche come dorsale di Bouvet, è delimitata a nord e a sud, rispettivamente, dalla faglia trasforme di Bouvet e dal quella di Moshesh. Questa porzione di dorsale è lunga circa 110 km e negli ultimi 3 milioni di anni ha mantenuto una velocità di allargamento costante; la sua valle assiale è profonda circa un chilometro, dimensione abbastanza comune per le dorsali oceaniche a crescita lenta, e larga 16, dimensione questa che, invece, è piuttosto grande per una dorsale di questo tipo.
Tra i 9 e i 25°E, la dorsale indiana sudoccidentale si estende in direzione est-ovest ed è priva di faglie trasformi. Questa sezione è composta da segmenti ortogonali alla direzione di accrescimento collegati da segmenti amagmatici obliqui.
La parte più obliqua di questa sezione, tra i 9 e i 16°E, denominato "supersegmento obliquo" ha un orientamento assiale fortemente variabile, arrivando ad essere in alcuni tratti ortogonale alla direzione di accrescimento e in alcuni tratti formando con essa un angolo di 56° e la sua alternanza tra segmenti magmatici e amagmatici porta ad un magmatismo piuttosto fluttuante e ad un tasso di accrescimento ultralento.
A ovest di una discontinuità posta alla longitudine di 16°E, la profondità assiale aumenta di 500 m e c'è un forte cambiamento nella morfologia e nel magnetismo della dorsale.
All'estremità occidentale di quest'area (9°30'E–11°45'E) un corto segmento magmatico di dorsale interseca la faglia di Shaka. Degna di nota è la presenza in questa regione della montagna sottomarina di Joseph Mayes, uno dei pochi centri vulcanici presenti lungo il supersegmento obliquo. La montagna divide in due un blocco di peridotite le cui parti si trovano quindi sui due lati della dorsale e occupa la valle di rift che si viene a trovare tra queste due parti, formando di fatto un vulcano a cavallo della dorsale. A est della montagna (10°24'-11°30'E) è presente un segmento amagmatico lungo 180 km che arriva ad una profondità massima di 4.700 m, sul cui fondale non sono presenti segni di vulcanismo recente ma una struttura ricca di horst composti principalmente da peridotite serpentinizzata.
Il "supersegmento ortogonale" (dai 16 ai 25°E), al contrario, è quasi perfettamente ortogonale alla direzione di allargamento ed è composto da segmenti magmatici collegati da corte faglie non trasformi. Quando l'obliquità rispetto alla direzione di accrescimento aumenta, aumenta anche la lunghezza del segmento, tale allungamento si traduce in una diminuzione di volume di materiale risalente dal mantello e in un conseguente tasso di crescita ultra-lento (<12 mm/anno).

### Faglia di Andrew Bain
Fra i 53°S,25°E e i 45°S,35°E, lungo una distanza di 1.230 km la dorsale indiana sudoccidentale è intervallata da una serie di faglie trasformi e relative zone di frattura: la faglia di Du Toit, di Andrew Bain, di Marion, e del Principe Edoardo. In corrispondenza della più grande di queste, la faglia di Andrew Bain, lunga 750 km, il margine tra le placche nubiana e somala interseca la dorsale indiana occidentale.
Le zone di frattura corrispondenti a quesita faglia, che con i suoi 120 km di larghezza rappresenta la faglia trasforme più larga del pianeta, arrivano, a nord, fino alla scarpata del Mozambico (tra la dorsale del Mozambico e il bacino omonimo) e, a sud, fino alla dorsale di Astrid, al largo della costa antartica.

### Faglia di Andrew Bain - Faglia di Melville
Tra la faglia di Andrew Bain (27°E) e la faglia di Melville (60°E) sono presenti sei principali faglie trasformi: le faglie di Marion (32°E), del Principe Edoardo (35°E), Discovery (42°E), di Indomed (47°E), di Gallieni (52°E) e Atlantis II (57°E)
A est della faglia del Principe Edoardo, tra i 35°E e i 50,5°E, sono situati il "Marion Swell" (letteralmente il "rigonfiamento di Marion"), che rappresenta il punto più alto del geoide nell'Oceano antartico, il plateau del Madagascar e la dorsale di Del Cano.

Una volta oltrepassato il fianco del Marion Swell, la dorsale indiana sudoccidentale arriva al punto caldo di Marion, alla latitudine 36°E.
Nel tratto di dorsale tra la faglia del Principe Edoardo e la faglia Atlantis II (35°E–57°E), è presente una segmentazione piuttosto irregolare e la direzione della principali faglie trasformi aumenta sempre di più il suo carattere nord-sud; rilevazioni sulle anomalie magnetiche del bacino del Mozambico hanno rivelato che proprio quella è stata la direzione di accrescimento dominante nella dorsale negli ultimi 80 milioni di anni.
Il tratto di dorsale compreso tra la faglia di Indomed (47°E) e la faglia di Gallieni (52°E) è meno profondo e ha un apporto di magma superiore rispetto ai tratti adiacenti, in questa sezione inoltre la crosta è più spessa e il mantello sottostante più caldo. Ciò si ritiene essere dovuto all'interazione con il punto caldo di Crozet, il cui magmatismo ha anche dato origine, 10 milioni di anni fa, all'omonimo plateau di Crozet. Sebbene la distanza tra il punto caldo e la dorsale sia di oltre 1.000 km (in genere si ritiene insignificante l'interazione tra punti caldi e dorsali distanti più di 500 km) e sebbene tra la dorsale e il punto caldo non sia presente nessuna catena vulcanica, tale ipotesi è stata ritenuta valida basandosi sul fatto che sia il punto caldo delle Kerguelen che il punto caldo di Riunione interagiscono con la dorsale indiana sudorientale e la dorsale medio-indiana attraverso distanze simili e sull'ipotesi che le placche più vecchie di 25 milioni di anni possano risultare troppo spesse perché i mantle plume possano penetrarle. Quest'ultimo assunto spiegherebbe l'assenza tra il punto caldo di Crozet e la dorsale indiana occidentale di una catena vulcanica, presente invece nei sopracitati casi dei punti caldi delle Kerguelen e di Riunione.
Il tratto di dorsale tra la faglia di Gallieni (52°E) e la faglia di Melville (60°E) era originariamente perpendicolare alla direzione di accrescimento con rare e piccole deviazioni, circa 40 milioni di anni fa però una rotazione oraria della suddetta direzione di accrescimento causò la formazione di una forte segmentazione e quindi di tutta una serie di faglie, trasformi e non, equidistanti tra cui la già citata faglia trasforme Atlantis II, che da allora ha continuato a crescere.
La profondità assiale media di questa sezione va dai 3.050 m nel tratto tra la faglia di Andrew Bain e la faglia Discovery, un tratto che risente dell'apporto di materiale da parte anche del punto caldo di Marion, ai 4.730 m nel tratto nei pressi della faglia di Melville e poi a est di questa, in cui si ha una crosta più sottile e un mantello più freddo.

### Faglia di Melville – Tripla giunzione di Rodrigues
La segmentazione e la morfologia della valle assiale nella regione più orientale della dorsale indiana sudoccidentale sono tipiche delle dorsali a crescita ultralenta. In questa sezione non c'è traccia di vulcanismo e i versanti della dorsale sono piuttosto larghi e privi di uno strato crostale vulcanico e presentano una forma arrotondata e liscia. Il fondale marino di questa regione è composto da rocce derivanti dal mantello portate in superficie da faglie di scollamento oceaniche e alterate poi dall'acqua di mare. Durante gli ultimi 10 milioni di anni queste faglie di scollamento sono state spinte avanti e indietro lungo l'asse della dorsale e hanno prodotto la quasi totalità delle divergenze presenti in questo tratto di dorsale.
Nella regione più orientale della dorsale indiana sudoccidentale, a est della faglia di Melville (60°E), il mantello è insolitamente freddo e la sottile crosta (lo spessore medio è qui di 3,7 km) è il risultato di uno scioglimento solo parziale di esso e della diminuzione dell'apporto di materiale fuso alla dorsale.
Questa carenza nell'apporto di magma ha avuto come risultato la formazione, a est della faglia di Melville, di un numero inferiore di rilievi sottomarini che risultano essere però più alti rispetto a quelli presenti a ovest della faglia. Se, infatti, a ovest della faglia di Melville si contano in media 100 rilievi ogni 1.000 km2 con un'altezza media di 50 m, a est della faglia si passa a 10 rilievi ogni 1.000 km2 con un'altezza media di 100 m.

## Storia tettonica
La dorsale indiana sudoccidentale si è aperta durante la rottura della Gondwana, quando, durante il Cretacico (circa 84 milioni di anni fa), l'Antartide si è separata dall'Africa. La direzione di allontanamento dei due continenti iniziò a cambiare attorno a 74 milioni di anni fa passando da nord-sud e nord-est sud-ovest e, tra i 69 e i 64 milioni di anni fa, la velocità di allontanemento iniziò a rallentare diventando circa 1,0 cm/anno.